# اندیس گچ کاوند
گچ کاوند یک اندیس غیرفلزی است که در حوالی شهر اردل استان چهارمحال و بختیاری قرار دارد و مادهٔ معدنی موجود در آن، گچ است.سنگ میزبان این اندیس سنگ گچ است و دیرینگی آن به دوران میوسن می‌رسد. در این اندیس، پاراژنز‌های رس یافت می‌شوند.